# Аврам Ардзивян
Аврам Бедрос I Ардзивян (в восточно-армянской огласовке Аврам Петрос I; Авраам Пётр I; арм. Աբրահամ Պետրոս Ա Արծիվյան; 12 апреля 1679, Газиантеп, Алеппо — 1 октября 1749) — первый в Новое время патриарх армяно-католиков.

## Биография
Родился в 1679 году в Айнтапе (совр. Газиантеп в Турции). Ученик проповедника Унии епископа Мелкона Тазпазяна. С 1710 года — епископ Алеппо.
Участник встречи армян-католиков в Константинополе в 1714 году. Здесь Мелкон Тазпазян был избран главой армяно-католиков, однако участники встречи были арестованы. Мелкон Тазпазян и Аврам Ардзивян были приговорены к заключению на галерах, где Тазпазян через год умер. Ардзивян же был освобожден, затем вновь подвергнут заключению (1719—1721) и в конце концов вновь освобожден с условием навсегда покинуть Алеппо. Обосновался в Ливане, где основал армяно-католический монашеский орден Святого Антония. В 1739 году армяно-католики Алеппо добились от властей разрешения на возвращение Ардзивяна.
С помощью грекокатолических епископов Ардзивян посвятил в епископский сан своего помощника Хагопа Ховсепяна (Акопа Овсепяна) и двух других клириков; те, в свою очередь, возвели его в достоинство патриарха (26 ноября 1740 года)
Затем патриарх Авраам Ардзивян, принявший также имя Бедрос (Пётр), которое с тех пор носят все армяно-католические патриархи, отправился в Рим, чтобы Папа Бенедикт XIV утвердил его избрание. 26 ноября 1742 года комиссия кардиналов утвердила патриаршество Ардзивяна. 8 декабря того же года Папа преподнес ему паллий.
Османские власти не признавали нового патриархата, учрежденного без их разрешения, и подвергали армяно-католиков преследованиям. Не имея возможности вернуться в Константинополь, Ардзивян вновь отправился в Горный Ливан. Его сопровождали шесть епископов и 22 монаха ордена Святого Антония.
Ардзивян умер в 1749 году, перед смертью назначив своим преемником Хагопа Бедроса II Ховсепяна.